# Smicridea compostela
Smicridea compostela är en nattsländeart som beskrevs av Bueno-soria 1986. Smicridea compostela ingår i släktet Smicridea och familjen ryssjenattsländor. Inga underarter finns listade i Catalogue of Life.